# آتلانائول
آتلانائول (به لاتین: Atlanaul) یک منطقهٔ مسکونی در روسیه است که در داغستان واقع شده‌است.